# The Fall Guy (film fra 1921)
The Fall Guy er en amerikansk stumfilm fra 1921 af Larry Semon og Norman Taurog.

## Medvirkende
- Larry Semon som Larry
- Norma Nichols som Prima Donna
- Oliver Hardy som Joe
- Frank Alexander
- William Hauber
- Al Thompson